# Бакалович, Владислав
Владислав Бакало́вич (пол. Władysław Bakałowicz; 1831, Хшанув, Царство Польское, Российская империя (ныне: Польша) — 1903, Париж, Франция) — русский и польский живописец, исторический художник и портретист, отец Стефана Бакаловича.

## Биография
В 1846—1852 годах обучался в варшавской Школе изящных искусств. В 1853— 1854 годах был вольнослушателем.
Вначале он писал портреты в пастельных тонах, позже занялся исторической и жанровой живописью. Создал ряд картин, посвященных польской истории, икон для костелов, городские пейзажи и портреты польской знати.

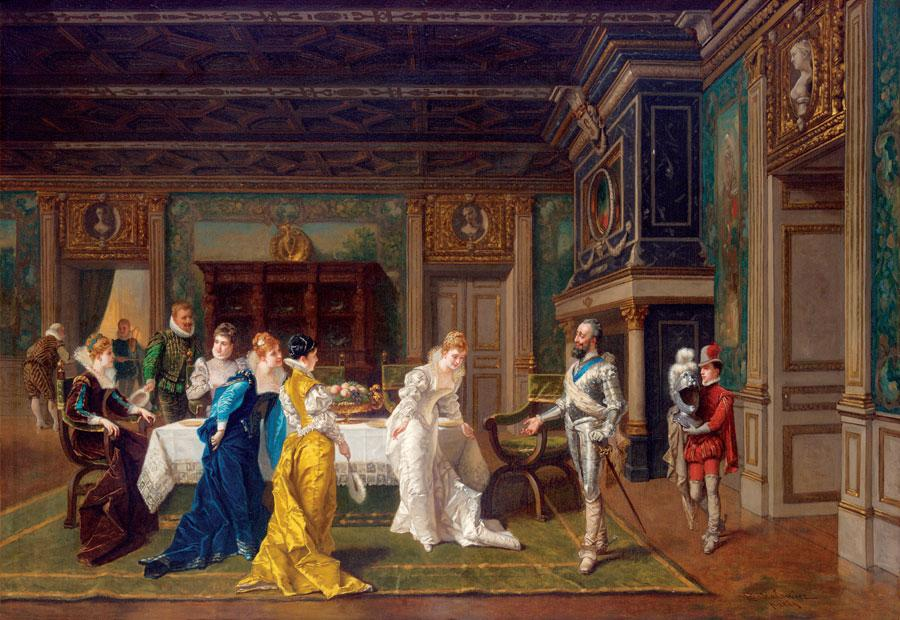
Владислав Бакалович
«Конкурент».

В 1863 году, после начала Январского восстания, переехал на жительство в Париж, приняв французское подданство. Самыми популярными его работами были миниатюры, в основном, фигур в костюмах XVI и XVII веков, особенно сцены из жизни французского двора времен правления короля Франции и Польши Генриха II Валуа.
Широко известны его произведения на литературные сюжеты, в частности, по мотивам романа А. Дюма «Три мушкетера». Работы художника экспонировались на парижских Салонах (1865–1883), а также в Варшаве, Брюсселе, Берлине, Лондоне и Вене.
В настоящее время его произведения находятся в собраниях Варшавского и Краковского национальных Художественных музеев.
В 1856 году женился на польской актрисе Викторине Бакалович. В 1861 году развелись. Их сын, Стефан Бакалович, стал известным художником.